# 276 (số)
276 (hai trăm bảy mươi sáu) là một số tự nhiên ngay sau 275 và ngay trước 277.